# 魏季宏
魏季宏（1985年12月20日—），台灣發明家、教育家，專長研資訊科技領域為主。2012年因為考取152張證照而獲得教育部技職之光得主。

## 簡歷
曾獲得CBTIA世界發明家大賽最大獎項「世界發明家大賞」最年輕的獲獎人，第三屆國際發明爵士獎章唯一獲獎人，獲選第十二屆國際傑出發明家名人堂，並獲「發明家國光獎章」。

## 外部連結
- 魏季宏在 Facebook的頁面
- 魏季宏 （页面存档备份，存于） 在 個人網站的頁面